# Hel van het Mergelland 1997
L'Hel van het Mergelland 1997, venticinquesima edizione della corsa, si svolse il 5 aprile su un percorso con partenza e arrivo a Eijsden. Fu vinto dall'olandese Raymond Meijs della squadra Foreldorado-Golff davanti ai connazionali John Talen e  John van den Akker.

## Ordine d'arrivo (Top 10)
| Pos. | Corridore           | Squadra           | Tempo    |
| ---- | ------------------- | ----------------- | -------- |
| 1    | Raymond Meijs       | Foreldorado-Golff | 4h44'39" |
| 2    | John Talen          | Foreldorado-Golff | s.t.     |
| 3    | John van den Akker  | Foreldorado-Golff | a 2'01"  |
| 4    | Rik Reinerink       |                   | a 3'12"  |
| 5    | Rik Van Slycke      | RDM-Asfra-Sitra   | a 3'14"  |
| 6    | Niels van der Steen | TVM-Farm Frites   | s.t.     |
| 7    | Bram de Groot       |                   | s.t.     |
| 8    | Peter Wuyts         |                   | s.t.     |
| 9    | Rico Schmidt        | P.S.V. Köln       | a 3'21"  |
| 10   | Louis de Koning     | TVM-Farm Frites   | a 3'55"  |